# مسحوق الثوم

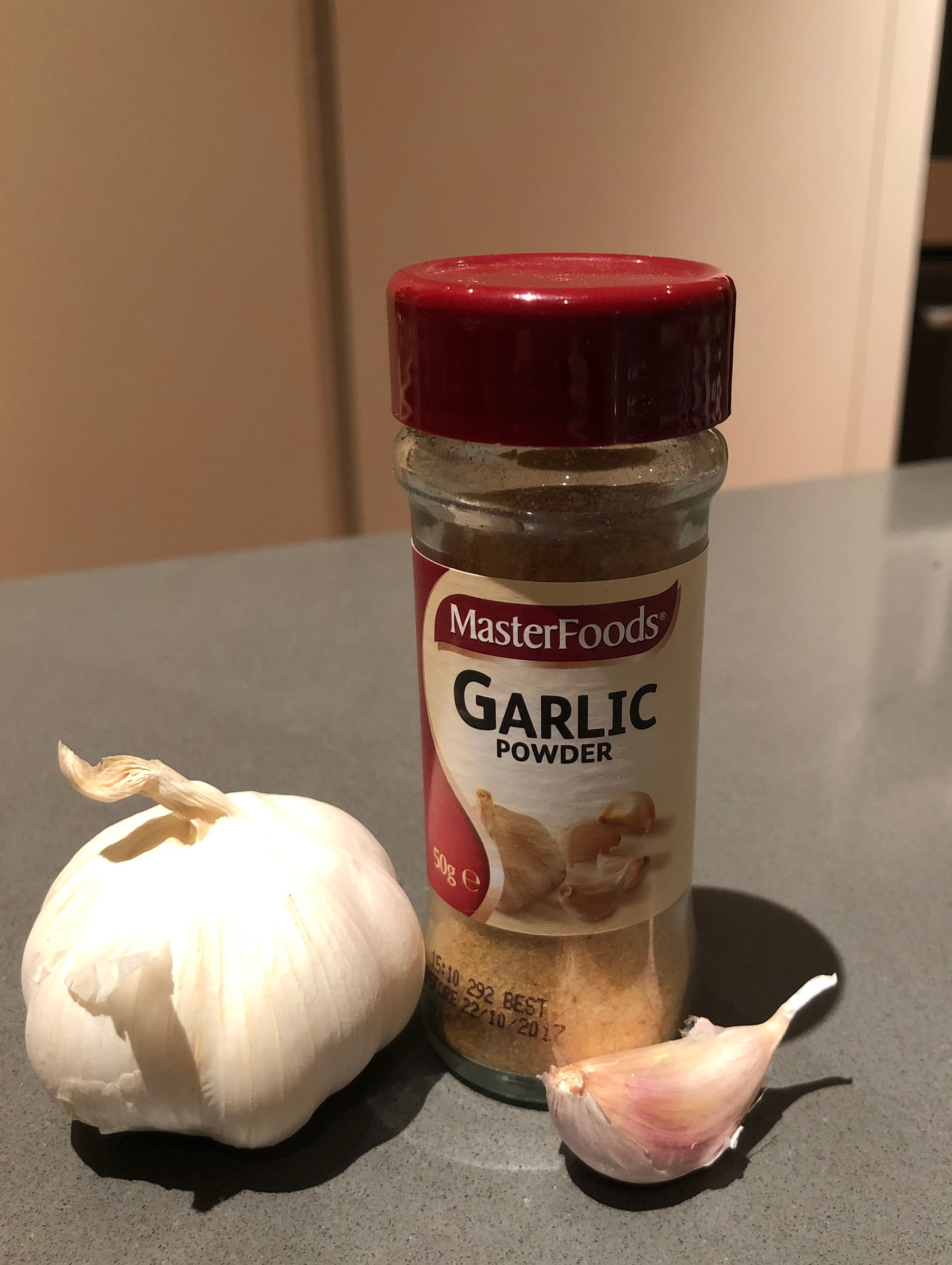
مسحوق الثوم

مسحوق الثوم هو بهار مشتق من الثوم المجفف ويستخدم في الطهي لتعزيز النكهة.تشمل عملية صنع مسحوق الثوم تجفيف الخضار وتجفيفها، ثم طحنها من خلال الآلات أو الأجهزة المنزلية حسب حجم الإنتاج. مسحوق الثوم هو عنصر شائع في خلطات التوابل. كما أنه عنصر شائع في الملح المتبل.

## الأنتاج

### الزراعة
هناك نوعان من أنواع الثوم: الثوم الناعم ( الإسم العلمي: Allium Sativum Sativum) و الثوم الصلب (الإسم العلمي: Allium Sativum Ophioscorodon). يُعتقد أن أنواع الثوم ذات النكهة الصلبة لها نكهة أكثر من الثوم الناعم، والتي تتميز بطعم حار وأكثر تعقيدًا من خيوط الثوم الأخرى. بينما يزدهر الثوم الصلب في الطقس البارد، نظرًا لوقت طويل من الارتباع، يبدو أن الثوم الناعم ينمو بشكل أفضل في المناخات الأكثر دفئًا. يتم التمييز بين الثوم القاسي والناعم من خلال وجود سويقة جذرية (ساق زهرة). أنواع الثوم الأكثر استخدامًا للمسحوق هي مجموعة الثوم الناعم. نظرًا لرائحتها وطعمها الأقل تعقيدًا، تعد أنواع الثوم الناعم أكثر ملاءمة للتزيين أو التوابل في الأطباق ولديها أيضًا عمر تخزين أطول من أصناف الثوم الصلب.
تزدهر فصوص الثوم عند زراعتها في منتصف الخريف، في مكان يتسم بوفرة من أشعة الشمس. في المناطق الاستوائية، ينمو الثوم بنجاح عندما يزرع في الخريف، وينضج في أوائل الصيف ويزرع في أواخر الخريف في مناطق أكثر برودة، ليتم حصاده في أواخر الصيف. يتم تقسيم البصلات الكبيرة وإدخالها في التربة، على بعد حوالي 4-6 بوصات، وعمق 3 بوصات، مع توجيه الطرف المدبب لأعلى. يُزرع الثوم الناعم والصلب بشكل متماثل، ومع ذلك، فإن الثوم الناعم أكثر ملاءمة للمناخات الأكثر دفئًا.
يجب حصاد الثوم في وقت معين لمنع تعفن الخضار، مع زيادة نمو كل بصيلة داخل الجلد. يشير الثوم الأخضر إلى الحصاد الذي حدث قبل أن تنضج الفصوص، والثوم «الناعم» هو المصطلح الذي يطلق على الثوم المحصود الذي تم تطويره بالكامل، في حين أن الثوم التالف، مع مظهر الكراميل بالداخل، تم حصاده بعد فوات الأوان نتيجة الصقيع. عندما تتحول الأوراق إلى اللون الأصفر، يمكن البدء في الحصاد.

### التصنيع
يتم تقشير فصوص الثوم وتقطيعها إلى شرائح. في معظم الحالات، يتم تسخين الثوم بعد ذلك إلى درجة حرارة تتراوح بين 150 درجة و 160 درجة مئوية (300-320 درجة فهرنهايت). تتم إزالة الماء إلى محتوى رطوبة يبلغ حوالي 6.5٪. يتم بعد ذلك تقطيع الثوم المجفف إلى شرائح أو تقطيع أو فرم حتى يتم تقليل المسحوق إلى الحجم المطلوب.

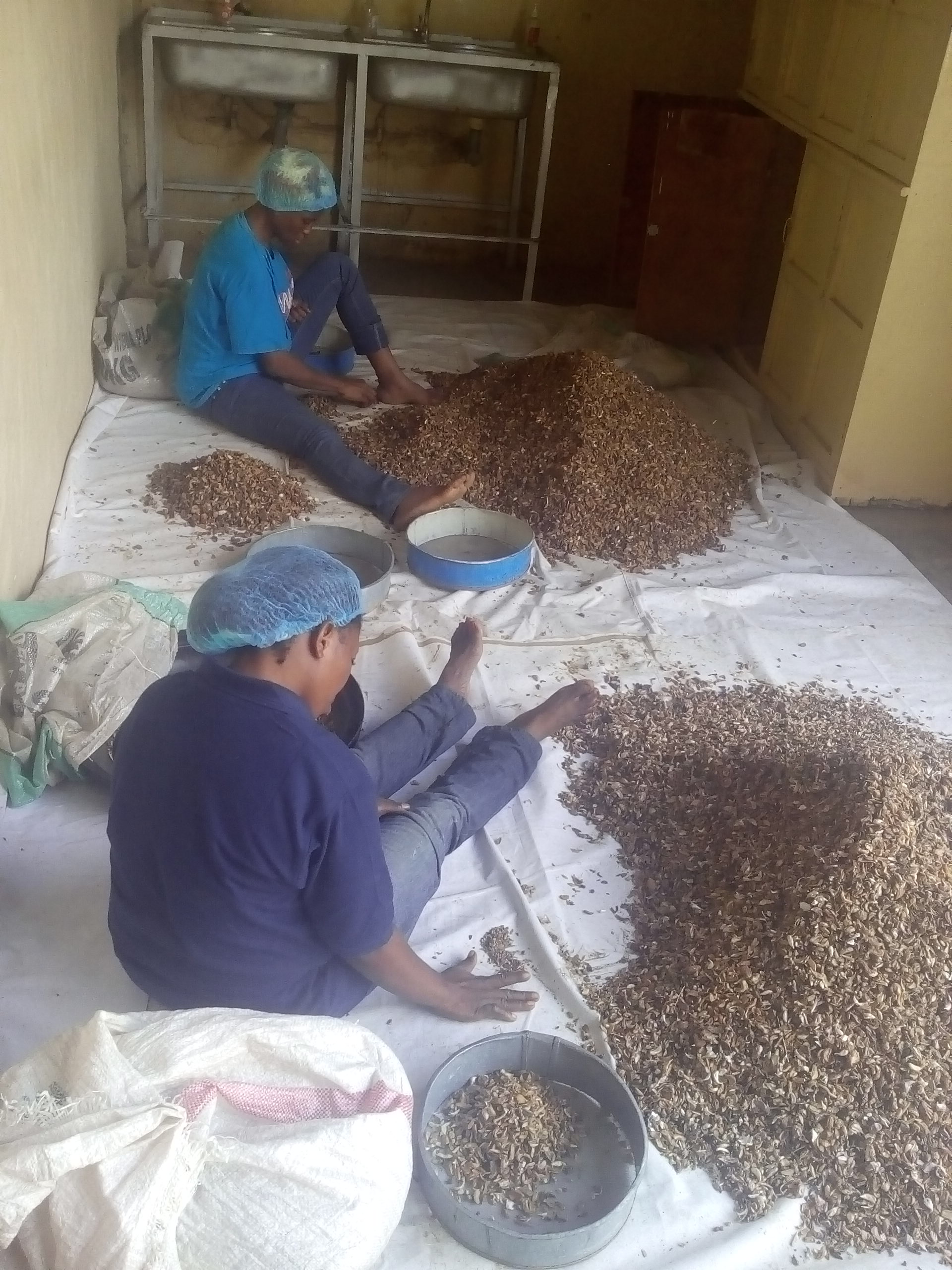
تقوم النساء بفرز حبات الثوم المجففة لطحنها إلى مسحوق الثوم الذي يستخدم كتوابل في إفريقيا.

يتضمن تصنيع مسحوق الثوم على نطاق واسع خطوات مختلفة، من استخلاص الثوم إلى تعبئة المسحوق النهائي. بعد حصاد الثوم النيء، تُنظف البصيلات تحت ضغط خفيف لإزالة القشرة وفصل الفصوص. ثم يتم تجفيف الثوم باستخدام الطرق التاريخية والمطورة حديثًا. في حين أن الأساليب القديمة، مثل استخدام العناصر الطبيعية للشمس والرياح لتبخير الماء من المواد الغذائية لا تزال مستخدمة في أجزاء كثيرة من العالم، فقد أتاحت التكنولوجيا الجديدة إجراءات أكثر مرونة ومجدية اقتصاديًا مثل التجفيف بالفراغ والتجميد. بمجرد تجفيف فصوص الثوم وتجفيفها، يتم طحنها باستخدام آلات كبيرة الحجم ووحدات مسحوق.
الطحن هو عملية استخدام الحركة الميكانيكية لتفكيك المواد من خلال القطع الدوراني. نظرًا لأن معالجة المسحوق تشتمل عمومًا على مواد مضافة ويتم إجراؤها على نطاق واسع، فإن عملية الطحن تقسم المواد إلى الحجم المطلوب للموردين. قد يتطلب الطحن سلسلة من الخطوات، من فك التكتل إلى الطحن الدقيق. المكونات الأربعة تشمل (Delumpers)، والمطاحن المخروطية، والمطرقة، والمطاحن الدقيقة. تستخدم صناعة مسحوق الثوم آلات الطحن من أجل التقدم في الإنتاج على نطاق واسع. تتكون الأنظمة المتكاملة للآلة من التغذية والقياس والغربلة والنقل وجمع الغبار. آلة رئيسية أخرى تستخدم في عملية صنع مسحوق الثوم هي آلة التجفيف بالشفط، والتي تأخذ كل الرطوبة من الخضار دون إفساد اللون والرائحة والطعم. يستخدم التجفيف بالتجميد أيضًا في صناعة الثوم كبديل لمجففات الفراغ.
في الهند، على مقياس 300 طن من إنتاج مسحوق الثوم سنويًا، فإن القوى العاملة المطلوبة لتشغيل الماكينة والتغاضي عن وحدات الإنتاج هي 12 شخصًا.

### المناطق
هناك ما يقارب من 300 نوع من الثوم يتم إنتاجها في جميع أنحاء العالم. تشمل مناطق سوق الثوم أمريكا الشمالية وأوروبا وآسيا والمحيط الهادئ. داخل الصين، التي تنتج أكبر كميات من الثوم، هناك خمس مقاطعات رئيسية يزرع فيها الثوم، بما في ذلك شاندونغ وخنان وجيانغسو ويوننان وخبي. نظرًا لأن أصناف العنق الناعمة تميل إلى الازدهار في المناخات الأكثر دفئًا حيث يكون الشتاء معتدلًا، فإن المقاطعات الصينية مناسبة لحصاد مسحوق الثوم وتصنيعه.

### السوق
يمكن تقسيم سوق مسحوق الثوم إلى قطاعات متعددة بناءً على المصدر والتعبئة والاستخدام النهائي وقنوات التوزيع. يشمل اللاعبون الرئيسيون في السوق في صناعة مسحوق الثوم بعضًا من أشهر المصنعين والموردين في العالم مثل (McCormick & Company) و (Garlico) و (Masterfoods) و (Amazon).
تعد الصين أكبر منتج لمسحوق الثوم، تليها الهند، حيث يستهلك كلا البلدين مسحوق الثوم كجزء من مطابخهما المحلية ولديهما المئات من الموردين الداخليين داخل البلدين.

## الإستخدامات

### التاريخ
بينما لا تزال الشكوك قائمة حول أصول الثوم بالضبط، يُعتقد أنه نشأ في آسيا الوسطى أو جنوب آسيا أو جنوب غرب سيبيريا. ينمو الثوم على نطاق واسع في إيطاليا وجنوب فرنسا، ولكنه يزرع في الغالب في الصين، والتي تمثل 20.0 مليون طن من الثوم سنويًا (80٪ من إجمالي الإنتاج). كان الثوم مادة مستخدمة منذ آلاف السنين وقد خدمت العديد من الأغراض، من الاستخدامات الطبية إلى ممارسات الطهي والروحانية. خلقت الخصائص الغذائية للثوم العديد من الفوائد للاستخدام البشري وتقدم مجموعة واسعة من الأغراض.

### الإستخدامات الطبخية
استخدام الثوم كغذاء له أصول قديمة في آسيا. تم استخدام الثوم لعدة قرون كطعام كامل وكعامل توابل. يمكن التلاعب بالثوم بعدة طرق لإنتاج منتجات حيوية، مثل المسحوق والزيت والملح، لتعزيز الأطعمة في كل من العناصر الغذائية والنكهة. مسحوق الثوم هو مادة مضافة شائعة للأطباق التقليدية في آسيا الوسطى والدول الأوروبية لأنه يوفر نكهة الثوم دون جهد لتحضير الخضار الطازجة ويحافظ على عمر تخزين أطول.

### التخزين
اعتمادًا على ظروف التخزين، يبقى مسحوق الثوم عمومًا في حالة جيدة حتى 4 سنوات. تحتوي مساحيق الثوم المُصنَّعة على تاريخ مطبوع عليها «يُفضل قبل ذلك» لتقديم تقدير للمدة التي سيظل فيها المسحوق في حالة الذروة فيما يتعلق بالنكهة والقوام. يجب تخزين مسحوق الثوم في مكان بارد وجاف لتجنب تكتل المسحوق. إذا تعرض المسحوق للرطوبة أو الحرارة، فقد يتسبب ذلك في تصلب المنتج أو تكتله. يظل الثوم الطازج ناضجًا لمدة تصل إلى نصف عام كبصلة كاملة، وحتى شهر إذا كان فصًا غير مقشر، بينما يمكن أن يستمر الثوم المجفف لسنوات.

## التركيب والتغذية
مسحوق الثوم يحتوي على 73٪ كربوهيدرات (بما في ذلك 9٪ ألياف غذائية) و 17٪ بروتين و 1٪ دهون و 6٪ ماء. في كمية مرجعية 100 جرام، يوفر مسحوق الثوم 332 سعرة حرارية، وهو مصدر غني (20٪ أو أكثر من القيمة اليومية، DV) من فيتامين سي (30٪ DV)، الثيامين (31٪ DV)، فيتامين B6 (147) ٪ DV) والعديد من المعادن الغذائية.